# 980 TCN
980 TCN là một năm trong lịch La Mã.